# Saint-Raymond
Saint-Raymond è un comune del Canada, situato nella provincia del Québec, nella regione di Capitale-Nationale.

## Storia

### Simboli
La colomba con un ramoscello d'ulivo nel becco e il simbolo della pace e il motto Pax in veritate sono legati all'Ordine di Santa Maria della Mercede di cui era membro san Raimondo. La croce gigliata rappresenta i cattolici franco-canadesi che hanno fondato la parrocchia e la fede dei cittadini di Saint-Raymond. Il ferro d'ancoraggio ricorda l'industria del legno, attività dei primi abitanti della zona. La fascia ondata rappresenta il fiume Sainte-Anne.